# توركان شوراي
توركان شوراي (بالتركية: Türkân Şoray)، (ولدت في 28 يونيو 1945، إسطنبول، ممثلة، وسيناريست، ومخرجة تركية. تلقب بـ «السلطانة»  في السينما التركية. أصبحت معروفة سينمائياً منذ عام 1960، وأول جائزة سينمائية، نالتها كانت  جائزة أكثر الممثلات نجاحاً عن فيلم " الحياة هي الألم " في مهرجان الفيلم البرتقالي الذهبي في أنطاليا عام 1964. شوراي التي قامت بأدوار في 222 فيلماً إجمالياً، تعتبر الممثلة «الأكثر أفلامها ترجمة» في العالم. وفي 12 مارس 2010، شوراي التي اختارتها اليونسكو كسفيرة للنوايا الحسنة في تركيا، قالت «فكرتُ قائلة أنه لا يوجد شئ لا أفعله بحب. فلو أردنا ان نجمع القوة بالحب، سنتغلب علي العديد من المشاكل». وبالإضافة الي، يوجد مدرسة ابتدائية تحمل اسم شوراي.
وأكسبت شوراي مع المثلات، هوليا كوتشيغيت، فيليز أكين، و فاطمة جيريك مرحلة السينيما التركية بطابعاً مميزاً ، وصُدقت كواحدة من الأربع ممثلات المهمات. وفي هذه اللعبة الرباعية، تعتبر أول ممثلة سينمائية تتجه للإخراج. قامت مع شريف جوران بعمل فيلم لو يقتلوا الثعبان عام 1981، وقامت بالإخراج وحدها في فيلم الهلاك عام 1973، وفيلم قاضي بودروم عام 1676، وفيلم الدوران  عام 1972 والذي قام بالتمثيل معها قادر انانير المرافق لها في دور البطولة.

## حياتها
توركان شوراي التي وُلدت في مقاطعة أيوب في إسطنبول، هي الطفلة الأولي لعائلة موظفة حكومية. تُوفي والد توركان التي كانت أكبر شقيقتيها اللاتان يدعيان (نظان)و (فيجان). توركان التي خطت للسينما خطواتها الأولي بتدعيم والدتها ماليها شوراي (1927-1984)، كانت قد عاشت في وحدة لمدة 20 عاماً مع النائب السابق للرئيس في غلطة سراي روتشهان عدلي (1923-1995). وخلال هذه الفترة انفصلوا عدة مرات، وكان الزوج المسالم في مفترق الطرق بسبب عدم قدرة روتشان عدلي الطلاق من زوجته. لم تترك (توركان شوراي) روتشان عدلي الذي نقل الي المشفي في أغسطس 1995، لم تتركه وحيداً حتي في لحظاته الأخيرة. تزوجت عام 1983 من الممثل المسرحي جيهان أونال، وانفصلت عنه عام 1987، وبعد هذا الطلاق أنجبت ابنتها ياغمور.

## حياتها السينمائية

### خطواتها الي السينما التركية
توركان شوراي التي ذهبت الي موقع تصوير فيلم مع أمل يلديز ابنة مالك المنزل الذي في كاراجومروك الذي يقيمون به، وخطت أولي خطواتها في السينما التركية بتحفيز توركر اينان أوغلو. فقامت شوراي بدور البطولة في فيلم «أحببت فتاة في القرية» الذي صُنع في عام 1960 بدلاً من أمل يلديز وهو ما يعني بداية مسيرتها الفنية أيضاً.

### سنواتها الأولي 1960

فيلم السجينة أحد أشهر أعمال توركان شوراي عام 1973.

عندما كانت تدرس المرحلة الثانوية في مدرسة فاتح الثانوية للبنات ، تعرفت علي الممثلة السينيمائية أمل يلديز التي عُرفت بعد ذلك بـ (بنتر أمل) ابنة صاحب المنزل الذي في كاراجومروك. توركان التي ذهيت مع أمل الي موقع تصوير فيلم، خطت خطواتها الي السينما التركية بتشجيع توركر اينان أوغلو. قامت شوراي بدور البطولة مع باقي تامَر بدلاً من أمل يلديز في فيلم «أحببت فتاة في القرية» الذي صُنع عام 1960، والذي يعد أول فيلم سينمائي في مسيرتها الفنية أيضاً. وسردت توركان شوراي لحظتها المتعلقة ببدايتها في السينما: 
تقول «قبل دخولي الي عالم السينما، حضر موقع تصوير فيلم الي منطقتنا. وكانوا في طريقهم لتصوير فيلم في منطقتنا. عند رؤيتي لبطلة الفيلم الرئيسة؛ قلت» يا لها من امرأة جميلة ". هذه المرأة كانت موهتارم نور. وهكذا عندما كنت أنظر بطريقة مندهشة؛ حاء الي جانبي رجل وسألني قائلاً " هل تريدين أن تمثلي في الأفلام أنتِ أيضا؟ ". خفت وفررت الي المنزل بسرعة. وعلمت فيما بعد أن هذا الرجل يكون ممدوح أون. في ذلك الوقت كنت قد هربت من موقع التصوير، ولكن فيما بعد أصبحت مواقع التصوير حياتي " 
ان فيلم (الحياة هي الألم) الذي قامت توركان شوراي و أكرم بورا بتمثيل أدوار البطولة تحت إخراج ماتين أركصان، والذي صُنع عام 1964، قد جلب لها أول جائزة من مهرجان البرتقال الذهبي، وأصبحت مرتبة مهمة في المسيرة المهنية للمثلة التي جسدت دور «نيرمين مقلمة الأظافر». وفي عام 1968 حاز فيلم النصف الموثق  الذي كتبه صفا أونال مستوحيه من القصة القصيرة التي تسمي «وادي البنفسج» للكاتب صائت فائق أباسيانيق، فحازت بهذا الفيلم علي جائزة مهرجان البرتقال الذهبي الثانية في مسيرتها المهنية.شوراي التي تحدثت في مهرجان إسطنبول للأفلام عن نسخة الفيلم التي أعادت بثها من جديد بع سنوات، قالت التالي:
«كان شئ كالمعجزة بالنسبة لي أن أعمل مع لطفي عقاد الذي يكون مخرج من الصعب اغفال مكانته في السينما التركية. كان يقول لي» توركان، ستستطيعين التمثيل بعينيكِ«. فلطفي عقاد علمني كيف أٌجيد التمثيل بعيناي».
-توركان شوراي، 2013(مهرجان إسطنبول للأفلام)

### فترة براعتها 1980
قد رافق عشرات الممثلين الرجال (شوراي) في الأفلام  التي لاقت نجاحاً بفضل هؤلاء الممثلين الذين شاركوها أدوار البطولة. وباشارة أغا أوزجوتش الي انتقد أيضاً العديد من أفلام شوراي الكلاسيكية، فقال؛ أذاعوا إعلان الفيلم كأنه منشور للجمهور لكنه كان غير منشور من أجل«خداع الجمهور، وربح المزيد من المال». كان هناك فيلم الورد يأتي بالورد مثلته شوراي مع أديز هون، على الرغم من أن توركان شوراي و كمال سونال كانا في إعلان فيلم «سأزخرف يد المسدس بالورد» الذي صنع عام 1980 لكنه كان من بطولة شوراي و أديز هون. وفي ذلك الوقت كان كمال سونال ممثل كومبارس.وعندما أصبح مشهوراً بعد ذلك، نُشر نفس الفيلم باسم وإعلان آخر. وأحد الأحداث العجيبة، أن علي الذي يكون مخرج اللقطات في الفيلم، لُقب ب (كشانلي علي) بسبب كتابته بالحروف الكبيرة تحت اسم كشانلي في إعلان الفيلم. 
واحدي التجارب السينمائية المثيرة لتوركان، عندما  صفعت بشدة أثناء تصوير فيلماً عندما كانت في سن 17 عاماً، من أولكو أراكالين في فيلم المرأة المذنبة ل فيليز أكين.
ومنذ عام 1990، بدأت في الاهتمام بعمل مسلسلات تليفزيونية.هذه الأعمال التي قامت بها أكثرها شهرة وصيتاً؛ هي الربيع الثاني مع شانر شن و الحياة الحلوة مع خلوق بيلجينر.

## أعمالها الفنية
المادة الأساسية:أعمال توركان شوراي الفنية
مثلت في 203 فيلماً حتي الآن. و عرض برنامجها التليفزيوني"السينما عشقي"  الذي يكون أول برنامج تليفزيوني لتوركان شوراي والذي أذاع علي قناة ام تي في والذي كان يتحدث عن حياتها السينمائية مع ضيوفها.

### برامجها التليفزيونية
السينما هي عشقي (2010-2011)

## جوائزها
-1964: مهرجان البرتقال الذهبي للأفلام في أنطاليا 1964، جائزة أفضل ممثلة عن فيلم الخياة هي الألم
-1968: مهرجان البرتقال الذهبي للأفلام في أنطاليا 1968، جائزة أفضل ممثلة عن فيلم النصف الموثق
-1972:المهرجان الخامس للشرنقة الذهبية للأفلام في أدانا، أكثر ممثلة نجاحاً عن فيلم  السجينة
-1972: جائزة مهرجان الفراشة الذهبية السينمائي الأول، أفضل ممثلة
-1973: مهرجان موسكو للأفلام (روسيا)_جائزة خاصة، عن فيلم الدوران
-1978: مهرجان طاشكنت للأفلام_الجائزة التقليدية لنادي أيتماتوف الدولي، عن فيلم Selvi Boylum, Al Yazmalım
-1987:مهرجان البرتقال الذهبي للأفلام في أنطاليا 1987، أفضل ممثلة عن فيلم أحلامي حبي وأنت
-1990:مهرجان ازمير للأفلام الثاني، جائزة الفخر الذهبية
-1991: لقب فنانة جمهورية تركيا 
-1992: مهرجان باستيا للسينما في البحر الأبيض الثامن، أفضل ممثلة عن فيلم كان هناك برداً ومطراً خفيفاً
-1994:مهرجان أنقرة الدولي السادس للأفلام، جائزة الجهد
-1994:مهرجان البرتقال الذهبي في أنطاليا 1994، جائزة أفضل ممثلة عن فيلم لأجل الحب
-1996:مهرجان إسطنبول الدولي الخامس عشر للأفلام، جائزة الفخر السينمائية
-1999:مهرجان روما للأفلام، جائزة كبيرة
-1999:المهرجان الثاني لمقشة المرأة الطائرة للأفلام، جائزة إخراج
-2000: كلية الاتصالات جامعة مرمرة، جائزة الألفين الذين في القمة
2001: إسطنبول الأكاديمية، جائزة الفنانة الأكثر نجاحاً لهذا العام
-2009:جوائز صدري أليشيك، جائزة الفخر
-2013: مؤسسة الحياة بلا عوائق، جائزة الإنجاز المتميز للسينما التركية
-2013:المهرجان التركي للأفلام الحادي عشر، جائزة الفخر

## كتبها
-«السينما وأنا» (سيرة ذاتية)، توركان شوراي، نشر قناة ان تي في، 2012، إسطنبول

### ما كُتب عنها
-«هكذا ولدت توركان شوراي نجمة» (رواية وثائقية)، أغا أوزجوتش، نشرها جول، 1974، إسطنبول
-«المرأة الأسيرة شارع سومبول»، سيرة ذاتية كتبها أتيللا دورصاي ورمزي كيراباوي، 1997، إسطنبول، رقم دولي معياري للكتاب 975-14-0612-9
-«كتاب توركان شوراي»، سيرة ذاتية لأغا أوزجوتش، نشره أتشيكشهر، 2001، إسطنبول، رقم دولي معياري للكتاب 975-93383-00
-«مع توركان شواري وجهاً لوجه»، فريدون أنداتش، نشره دراهما، 2010، إسطنبول

## وصلات خارجية
- توركان شوراي على موقع IMDb (الإنجليزية)
- توركان شوراي على موقع ألو سيني (الفرنسية)
- توركان شوراي على موقع أول موفي (الإنجليزية)
- توركان شوراي على موقع قاعدة بيانات الأفلام السويدية (السويدية)
- توركان شوراي على موقع قاعدة بيانات الفيلم (الإنجليزية)
- توركان شوراي على موقع كينوبويسك (الروسية)

-http://www.imdb.com/name/nm0814734/ في Internet Movie Database
-http://www.sinematurk.com/kisi/2336 في SinemaTürk
-http://www.ibdb.com/person.asp?ID=IBDb في Internet Broadway Database